# 49 هـ
49 هـ هي سنة في التقويم الهجري امتدت مقابلةً في التقويم الميلادي بين سنتي 669 و670.

آخر مدينة وصل إليها قتيبة بن مسلم الباهلي في الشرق

## مواليد
- قتيبة بن مسلم الباهلي

## وفيات
- عقيل بن أبي طالب